# إدموند إل. موريس
إدموند إل. موريس هو سياسي كندي، ولد في 4 فبراير 1923 في كندا، وتوفي في 3 يناير 2003. حزبياً، نشط في الحزب الكندي التقدمي المحافظ. وقد انتخب عضو مجلس نواب نوفا سكوتيا وانتخب عضو مجلس العموم الكندي.